# What the Hell
»What the Hell« je pesem kanadske glasbenice Avril Lavigne, izdana kot glavni singl z njenega četrtega glasbenega albuma Goodbye Lullaby. Avril Lavigne je pesem napisala v sodelovanju s producentoma Maxom Martinom in Shellbackom, singl sam pa so izdali 1. januarja 2011 kot glavni singl z album Goodbye Lullaby. Avril Lavigne pravi, da je pesem napisala kot svoje »zasebno sporočilo o svobodi.«
Singl je pop punk, pop rock in pop pesem s hitrim tempom. Ob izidu so glasbeni kritiki pesmi »What the Hell« dodeljevali predvsem pozitivne ocene; veliko jih je pohvalilo njen ritem in jo primerjalo s singlom »Girlfriend« Avril Lavigne, izdanim leta 2007. Pesem je zasedla vrh japonske glasbene lestvice, eno izmed prvih petih mest azijske lestvice, eno izmed prvih desetih mest evropske, avstralske, mehiške, južnoameriške in kanadske lestvice ter eno izmed prvih dvajsetih mest ameriške in britanske lestvice, kjer se je uvrstila na enajsto in šestnajsto mesto.
Videospot za pesem, ki ga je režiral Marcus Raboy, je izšel 23. januarja 2011. V njem Avril Lavigne beži pred svojo simpatijo. V videospotu se nekajkrat pojavijo Sonyjevi izdelki in oblačila iz kolekcije Abbey Dawn. S pesmijo »What the Hell« je Avril Lavigne nastopila v več oddajah, med drugim tudi v oddajah Dick Clark's New Year's Rockin' Eve, The View, Britanija ima talent in The Tonight Show with Jay Leno ter na podelitvi nagrad Much Music Video Awards. Poleg tega je s pesmijo nastopila tudi na svoji turneji The Black Star Tour (2011). Pesem so na spletni strani Nola.com izglasovali za najboljšo pesem s hitrejšim ritmom leta 2011.

## Ozadje
Novembra 2010 je Avril Lavigne na blogu na svoji uradni spletni strani oznanila, da je njen četrti glasbeni album, Goodbye Lullaby, že eno leto dokončan in da z izidom zamuja zaradi težav s svojo glasbeno založbo. V blogu je razkrila tudi, da bo kot glavni singl z albuma izdala pesem »What the Hell«. S pesmijo je 31. decembra 2010 nastopila v oddaji Dick Clark's New Year's Rockin' Eve, kjer je nastopila tudi s pesmijo »Girlfriend«. Avril Lavigne je pred nastopom pesem »What the Hell« opisala kot »res zabavno pesem s hitrim tempom, primerno za zabave, zato jo bom prvič izvedla v oddaji New Year's Rockin' Eve.« Naslednjega dne so si njeni oboževalci pesem »What the Hell« za oseminštirideset ur lahko zastonj naložili z njene uradne strani na Facebooku.

## Sestava
Pesem »What the Hell« je pop punk, pop rock in pop pesem s hitrim tempom, ki jo je produciral Max Martin. Pesem je napisana v A-duru, vokal Avril Lavigne pa se razteza od F3 to E5. Pesem »What the Hell« se prične z »retro zvoki sintetizatorja« in ploskanjem. Zaradi tega so pesem večkrat primerjali z deli rock glasbene skupine The Hives. Med refrenom je velik poudarek na zvoku kitar.
Čeprav je Avril Lavigne pesem opisala kotsvoje »zasebno sporočilo o svobodi,« so jo nekateri kritiki interpretirali drugače. Gil Kaufman s spletne strani MTV.com je napisal, da je pesem »deklaracija neodvisnosti bivše najstniške zvezdnice, ki je privihrala nazaj na sceno«. Menil je, da pesem govori njeni ločitvi od glavnega pevca skupine Sum 41, Derycka Whibleyja in o prepirih z njeno glasbeno založbo. Jody Rosen iz revije Rolling Stone je pesem opisala kot »himno o pridni deklici ... ki pa zunaj ostaja tudi pozno ponoči, se igra s fanti in načrtuje psihološko maščevanje.« Bill Lamb s spletne strani About.com je menil, da pesem govori o ločitvi Avril Lavigne od Derycka Whibleyja, hkrati pa je v svoji oceni albuma dodal še: »Pesem pri interpretaciji pusti velik maneverski prostor, zato si jo vsak lahko razlaga drugače.«amazon Heather McDaid s spletne strani Stereoboard.com je dvomila, da pesem govori o ločitvi Avril Lavigne od Derycka Whibleyja: »S tako hitro in zabavno pesmijo se težko opisuje čustva ob ločitvi.« Holly Thomas iz revije Frost Magazine je menila, da Avril Lavigne »hlepi po ljubezni tistega, ki ga resnično ljubi.« Avril Lavigne je pesem opisala kot »bolj podobno mojim starim pop rock delom« in jo označila za »najbolj pop« in najmanj osebno pesem z albuma.

## Sprejem

### Sprejem kritikov
Pesem »What the Hell«, ki je s strani glasbenih kritikov prejela v glavnem pozitivne ocene, so pogosto primerjali s pesmijo »Girlfriend«, prejšnjim singlom Avril Lavigne. Gil Kaufman s spletne strani MTV.com je napisal, da singl »oddaja zabavno energijo srednješolskih navijačic« in »čudovit, zabaven zvok«. Jody Rosen iz revije Rolling Stone je v svoji oceni pesmi napisala, da »Avrilina glasba vsebuje določen pop efekt«, pesem samo pa je opisala kot »Avril v lupini«. Novinar revije Idolator je pesem opisal kot »užitek, zaradi katerega se boste kasneje počutili krive« in kot »pesem tiste vrste, ki jo po nekajkratnem poslušanju izberemo za svoj iPod.« Nick Levine iz revije Digital Spy je pesmi dodelil vse točke od možnih. V svoji oceni pesmi je napisal, da je Avril Lavigne »bolj smrkava kot robček, ki se po sezoni gripe znajde v košu za smeti pred bolnišnico, pa to pesem vseeno obvlada.« Dodal je tudi, da pesem »What the Hell« sicer ni »tako nesporna« kot pesem »Girlfriend«, a je imela boljši refren.
Tudi Bill Lamb s spletne strani About.com je pesem pohvalil, saj naj bi »predstavljala tipično melodijo Maxa Martina, ki se ji je tako ali tako nemogoče upreti, in, podobno kot njena uspešnica 'Girlfriend', poslušalca prisili v to, da prepeva zraven, pa če mu je to všeč ali ne.« Heather McDaid s spletne strani Stereoboard.com je napisala, da pesem »ni revolucionarno glasbeno delo, a je prijetna pop-rock pesem, kakršne Avril ustvarja že leta.« Dejala je tudi, da je to »pesem, ki izraža starejšo in še zabavnejšo ljubeznivo Avril Lavigne«. Holly Thomas iz revije Frost Magazine je menila, da je pesmi primanjkovalo zrelosti in jo opisala kot »nadležno«, a je pohvalila besedilo in glasbo. Kirsten Coachman iz revije Blogcritics je dejala, da se ljudje hitro povežejo s pesmijo.
Bill Lamb, Heather McDaid in Holly Thomas so se strinjali, da nekaterim pesem ne bo všeč. Bill Lamb je menil, da nekaterim ne bo všeč melodija. Jonathan Keefe iz revije Slant Magazine je bil bolj pozitiven: »Martin je zagotovil, da bo pesem 'What the Hell' pri refrenu eksplodirala od energije, a kitica 'Vse življenje sem bila pridna/Zdaj pa si mislim »k vragu«' ['All my life I've been good/But now I'm thinking »what the hell«'] je morda malo preveč masivna.« Andy Greenwald iz revije Entertainment Weekly je bil v svoji oceni pesmi skoraj nevtralen, a je priznal, da bo »s farfiso izpopolnjena pesem 'What the Hell' Avril Lavigne povrnila njeno mesto pred Katy Perry in Ke$ho v Sestrstvu zanemarljivih hlač, ki ji pripada.« Stephen Thomas Erlewine s spletne strani Allmusic je napisal, da je pesem ena izmed najboljših pesmi z albuma Goodbye Lullaby: »Pesem 'What the Hell' izraža Avrilino navihanost, ki se ji je težko upreti in ob kateri se vsi zabavamo.«

### Dosežki na lestvicah
Pesem »What the Hell« je 19. januarja 2011 debitirala na glasbeni lestvici Billboard Hot 100, kjer je zasedla trinajsto, in lestvici Billboard Hot Digital Songs, kjer je zasedla šesto mesto s 166.000 digitalno prodanimi izvodi. Naslednji teden se je prodala poslabšala; na lestvici Billboard Hot 100 je zasedla enaintrideseto, na lestvici Billboard Hot Digital Songs pa dvaindvajseto mesto za 77.000 prodanih izvodov. Naslednji teden se je na lestvici Billboard Hot 100 povzpela na štiriindvajseto, na lestvici Billboard Hot Digital Songs pa na trinajsto mesto, v četrtem tednu pa se je na lestvici Billboard Hot 100 povzpela še eno mesto višje. V petem tednu na lestvici Billboard Hot 100 zasedla enajsto mesto, naslednji teden pa trinajsto. Pesem »What the Hell« je samo v Združenih državah Amerike prodala več kot 1.800.000 izvodov. Pesem je debitirala na osmem mestu kanadske lestvice. Pesem »What the Hell« je s 16.000 digitalno prodanimi izvodi v prvem tednu od izida debitirala tudi na četrtem mestu lestvice digitalno najbolje prodajanih singlov v Kanadi. Postala je tretja najuspešnejša pesem Avril Lavigne v Kanadi, takoj za pesmima »Girlfriend« in »Keep Holding On«. Pesem »What the Hell« je zasedla eno izmed prvih štirideset mest na Billboardovi lestvici največkrat predvajanih pesmi na radiu, kjer je zasedla sedemindvajseto mesto; njen zadnji singl, ki se je uvrstil na to lestvico, je bila pesem »When You're Gone« (2007), ki je na lestvici zasedla sedemintrideseto mesto. Pesem »What the Hell« je postala njena na radijih največkrat predvajana pesem od singla »Girlfriend« (2007).
Singl je 23. januarja 2011 debitiral na devetindvajsetem mestu britanske glasbene lestvice in tako postal dvanajsti singl Avril Lavigne, ki se je uvrstil med prvih trideset pesmi na tej lestvici. Naslednji teden je singl zasedel petinštirideseto mesto lestvice, v svojem tretjem tednu pa se je povzpel na dvaintrideseto mesto. Osmi teden na lestvici je pesem zasedla šestnajsto mesto. Pesem je debitirala na petnajstem mestu japonske glasbene lestvice in v prvem tednu od izida prodala 5.598 izvodov. Pesem je za 35.000 prodanih izvodov v Avstraliji prejela zlato certifikacijo in šest tednov po izidu za 70.000 prodanih izvodov prejela že platinasto certifikacijo. Šestnajst tednov po izidu je pesem za 140.000 prodanih izvodov prejela dvakratno platinasto certifikacijo. Pesem »What the Hell« je zasedla prvo mesto na seznamu japonskih največjih uspešnic leta 2011.

## Promocija

### Nastopi v živo
Avril Lavigne je s pesmijo nastopila večkrat, prvič iz noči iz 31. decembra 2010 na 1. januar 2011 v oddaji Dick Clark's New Year's Rockin' Eve. Poleg tega je pesem 15. februarja 2011 izvedla v britanski oddaji Daybreak, 14. marca 2011 v ameriških oddajah Jimmy Kimmel Live!, The Tonight Show with Jay Leno, The View in T4, na radiu BBC 1 in na prireditvi Walmart Soundcheck, 31. marca 2011 v oddaji Sunrise in 19. junija 2011 na podelitvi kanadskih glasbenih nagrad Much Music Video Awards. 1. junija 2011 je Avril Lavigne singl skupaj s pesmijo »Smile« izvedla v peti sezoni oddaje Britanija ima talent.

### Videospot
V intervjuju z MTV-jem je Avril Lavigne razkrila koncept videospota: »Videospot za pesem 'What the Hell' prikazuje moškega, ki me lovi, jaz skočim v nek naključen avtomobil, on pa me še naprej lovi. Obiščem trgovino z oblačili, moški pa me še naprej lovi, ampak na koncu videospota se izkaže, da je to moj fant in da sva se samo zabavala. Na koncu mi je torej všeč.« Razkrila je, da je njen najljubši prizor iz videospota scena, kjer skoči v gnečo ljudi: »Videospot je posnet v 3-D tehniki, zato mi je najbolj pri srcu prizor, kjer skočim z odra in kjer nastopam s svojim bandom. Ko sem si ta prizor ogledala, sem morala nositi 3-D očala; zares sem dobila občutek, da sem med tisto množico, da me nesejo in bilo je tako čudovito.«
Videospot se prične z Avril Lavigne, ki v spodnjem perilu leži na svoji postelji s svojim fantom, ki ga je zaigral Spencer Hill. Sprehodi se do ogledala, zraven katerega sta postavljeni njeni dišavi Black Star in Forbidden Rose, nato pa pred odhodom iz stanovanja svojo simpatijo zaklene v omaro. Nato odide iz stavbe in ukrade taksi. Njen fant jo lovi s kolesom, ona pa odide iz taksija, ki, takoj zatem, ko skoči iz njega, trešči v neko drugo vozilo. Nato Avril Lavigne s svojo spremljevalno glasbeno skupino na nekem mostu prične igrati pesem, njen fant pa jo še naprej lovi. Pevka obišče trgovino z oblačili iz kolekcije Abbey Dawn. V videospotu se pojavi tudi mama Avril Lavigne, Judy, in sicer kot prodajalka v trgovini. Nato Avril Lavigne spleza na oder in ponovno prične nastopati s svojo glasbeno skupino. Nato oder izgine in na koncu se Avril Lavigne in njen fant zopet znajdeta v postelji. Videospot je režiral Marcus Raboy, posneli pa so ga v 3-D tehniki. Na televiziji se je prvič predvajal 23. januarja 2011; z njim so nameravali promovirati tudi razne Sonyjeve izdelke in kolekcijo oblačil Abbey Dawn. Mawuse Ziegbe iz MTV-ja je ob izidu videospota dejala: »Avril Lavigne se je uradno vrnila in njen zadnji videospot, 'What The Hell', je nekaj, kar komaj preživimo, pa čeprav nas njen nagajivi pop-punk še vedno zabava, tako kot nas je pred leti, ko je s tem zaslovela.«

## Seznam verzij
- Digitalna različica[31]

1. »What the Hell« – 3:39

- Nemški CD s singlom / digitalna različica[32][33]
Ameriški CD s singlom

1. »What the Hell« – 3:39
2. »What the Hell« (inštrumentalno) – 3:38

- Japonski CD s singlom[34]

1. »What the Hell« – 3:39
2. »Alice« (razširjena različica) – 5:00
3. »What the Hell« (inštrumentalno) – 3:39

- Ostale verzije

1. »What the Hell« (remix Bimba Jonesa) – 4:10
2. »What the Hell« (klubski remix Bimba Jonesa) - 7:31

## Ostali ustvarjalci
- Tekstopisci – Avril Lavigne, Max Martin, Shellback
- Produkcija in snemanje – Max Martin, Shellback
- Inženir – Michael Ilbert
- Mešanje – Serban Ghenea
- Audio urejanje – John Hanes
- Asistent pri mešanju – Tim Roberts
- Bobni, kitara in bas kitara – Shellback
- Sintetizator – Max Martin

Vir:

## Dosežki in certifikacije

### Dosežki
| Lestvica (2011)                                       | Dosežek |
| ----------------------------------------------------- | ------- |
| Avstralija (ARIA)                                     | 6       |
| Avstrija (Ö3 Austria Top 40)                          | 20      |
| Belgija (Flandrija; Ultratop 50)                      | 16      |
| Belgija (Valonija; Ultratop 40)                       | 13      |
| Brazilija (Billboard Brasil Hot 100)                  | 57      |
| Brazilija (Billboard Brasil Hot Pop Songs)            | 24      |
| Kanada (Canadian Hot 100)                             | 8       |
| Češka (IFPI)                                          | 2       |
| Francija (SNEP)                                       | 18      |
| Nemčija (Media Control AG)                            | 21      |
| Madžarska (Rádiós Top 40)                             | 5       |
| Irska (IRMA)                                          | 30      |
| Italija (FIMI)                                        | 15      |
| Japonska (Japan Billboard Adult Contemporary Airplay) | 1       |
| Japonska (Japan Billboard Hot 100)                    | 2       |
| Japonska (Oricon)                                     | 1       |
| Nizozemska (Dutch Top 40)                             | 30      |
| Nova Zelandija (RIANZ)                                | 5       |
| Škotska (The Official Charts Company)                 | 14      |
| Slovaška (IFPI)                                       | 8       |
| Južna Koreja (GAON International Chart)               | 1       |
| Švedska (Sverigetopplistan)                           | 51      |
| Švica (Schweizer Hitparade)                           | 18      |
| Združeno kraljestvo (The Official Charts Company)     | 16      |
| Združene države Amerike (Billboard Hot 100)           | 11      |
| Združene države Amerike (Billboard Adult Pop Songs)   | 12      |
| Združene države Amerike (Billboard Pop Songs)         | 8       |

|

### Certifikacije
| Država         | Certifikacija |
| -------------- | ------------- |
| Avstralija     | 2× platinasta |
| Italija        | Zlata         |
| Japonska       | Platinasta    |
| Nova Zelandija | Zlata         |

### Dosežki ob koncu leta
| Država (2011)                                       | Dosežek |
| --------------------------------------------------- | ------- |
| Avstralija (ARIA)                                   | 48      |
| Kanada (Canadian Hot 100)                           | 63      |
| Japonska (Japan Hot 100)                            | 10      |
| Združene države Amerike (Billboard Hot 100)         | 62      |
| Združene države Amerike (Billboard Adult Pop Songs) | 40      |
| Združene države Amerike (Billboard Pop Songs)       | 42      |

|}

## Nagrade in nominacije
| Leto | Nagrada                | Kategorija                                   | Osvojeno? |
| ---- | ---------------------- | -------------------------------------------- | --------- |
| 2011 | MuchMusic Video Awards | Naš najljubši ustvarjalec (izbira občinstva) | Ne        |
| 2011 | MuchMusic Video Awards | Mednarodni videospot Kanadčana leta          | Ne        |
| 2011 | MTV Fan Music Awards   | Pesem leta                                   | Da        |

## Zgodovina izidov
| Regija                            | Datum            | Založba          | Format    |
| --------------------------------- | ---------------- | ---------------- | --------- |
| Francija                          | 10. januar 2011  | RCA Records      | Digitalno |
| Mehika                            | 10. januar 2011  | RCA Records      | Digitalno |
| Združene države Amerike in Kanada | 11. januar 2011  | RCA Records      | Digitalno |
| Velika Britanija                  | 16. januar 2011  | RCA Records      | Digitalno |
| Japonska                          | 2. februar 2011  | Sony Music Japan | CD        |
| Nemčija                           | 25. februar 2011 | RCA Records      | CD        |